# بيلي بارتليت
بيلي بارتليت (بالإنجليزية: Bailey Bartlett)‏ هو سياسي أمريكي، ولد في 29 يناير 1750 في مقاطعة إسكس في الولايات المتحدة، وتوفي في 9 سبتمبر 1830. حزبياً، نشط في الحزب الفيدرالي الأمريكي. وقد انتخب عضو مجلس نواب ماساتشوستس وانتخب عضو مجلس النواب الأمريكي.